# Język kreolski pasiarski
Język kreolski pasiarski (ang. Belter Creole), także: język pasiarski (pasiarski: lang belta; ang. Belter language) – sztuczny język artystyczny stworzony przez Nicka Farmera na potrzeby serialu telewizyjnego The Expanse. W serialu językiem posługiwali się Pasiarze, mieszkańcy pasa planetoid i planet zewnętrznych Układu Słonecznego.
Farmer został zatrudniony do stworzenia języka, podczas produkcji pierwszego sezonu serialu, która trwała pomiędzy 2014 a 2015 rokiem. Ukształtował go jako język kreolski oparty na bazie angielskiego, z wpływami innych języków z całego świata. Lista takowych języków zawierała między innymi języki romańskie, w tym: hiszpański, francuski, portugalski i włoski; języki germańskie, w tym: niemiecki, szwedzki, duński, norweski i niderlandzki; języki słowiańskie, w tym: polski, rosyjski i ukraiński, oraz inne języki takie jak: japoński, chiński, perski, arabski, hebrajski i zulu. W rezultacie Farmer stworzył ponad 1000 słów, dodając nowe zgodnie z życzeniami producentów i fanów serialu.
Koncept języka pojawił się po raz pierwszy w książce Przebudzenie Lewiatana, wydanej w 2011 przez Daniela Abrahama i Tya Francka, piszących pod pseudonimem James S.A. Corey. Następnie język pojawił się w następnych książkach z cyklu Expanse. Język nie miał rozbudowanej i jednoznacznej ortografii, słownictwa, fonologii i gramatyki. Składał się z mieszanki słów z różnych języków, głównie będąc przedstawionym jako dialekt wymieszany w angielskim dialogu. Słownictwo użyte w książkach było głównie wybrane przez autorów na podstawie estetyki. Wraz z rozwojem języka na potrzeby serialu telewizyjnego, autorzy książek odradzili fanom naukę ich wersji języka na rzecz tej stworzonej przez Farmera.

## Fonologia

### Ortografia i wymowa
Według autora języka, Nicka Farmera, w świecie The Expanse, język pasiarski kreolski nie posiada ustandaryzowanej ortografii, i różne jego warianty są obecne w różnych częściach pasa asteroid i planet zewnętrznych. Dodatkowo, pomimo że, wszyskie przedstawienia języka w seriaulu, i wpisanych internetowych Farmera, język jest zapisywany w alfabecie łacińskim, według autora, język może być także zapisywany w różnych systemach pisma.
Alfabet używany przez Nicka Farmara do zapisu języka w scenariuszach do serialu, i jego wpisach na stronie Twitter, zawiera 24 standardowe litery alfabetu łacińskiego. Wspomniane litery to:
| Majuskuły | A | B | C | D | E | F | G | H | I | K | L | M | N | O | P | R | S | T | U | V | W | X | Y | Z |
| Minuskuły | a | b | c | d | e | f | g | h | i | k | l | m | n | o | p | r | s | t | u | v | w | x | y | z |

Dodatkowo, zapis Farmera zawiera pięć dwuznaków: ch, ng, ny, ow, sh, oraz trójznak dzh. Litary c oraz h są tylko obecne w dwuznakach ch oraz sh, i w trójznaku dzh, podczas gdy litery j i q, tylko w zapożyczeniach językowych. Jako wyjątek, litera c jest czasem używana jako zamiennik litery k, w słowach ''copeng („przyjaciel”) i condenashang („potępienie”), które zazwyczaj są pisane jako kopeng i kondenashang.
Farmer także używa łacińskiej odwróconej alfy (majuskuła: Ɒ, minuskuła: ɒ) jako zamienik dwuznaku ow, który representuje dzwięk samogłoski otwartej tylnej zaokrąglonej ([ɒ]). Przykładowo słowo owkwa („woda”), może być alternatywnie zapisane jako ɒkwa.
| Litera | Wymowa | Przykład w języku pasiarskim (tłumaczenie)          | Uwagi |
| ------ | ------ | --------------------------------------------------- | --- |
| A      | /æ/    | kuxaku ("kosmos", "próżnia")                        | porównywalne do wymowy "a" w słowie cat w standardzie General American języka angielskiego |
| Ɒ      | /ɒ/    | ɒkwa ("woda")                                       | porównywalne do wymowy „o” w słowie not w standardzie Received Pronunciation języka angielskiego, i wymowy „ough” w słowie thought, w standardzie General American języka angielskiego; rzadko używane jako alternawa zapisu „ow” podobne do wymowy „o” w polskim słowie oko |
| B      | /b/    | beratna ("brat")                                    | porównywalne do wymowy "b" w polskim słowie but |
| C      | /k/    | copeng ("przyjaciel")                               | porównywalne do wymowy „k” w polskim słowie kot; rzadko używane jako alternawa zapisu „k” |
| Ch     | /t͡ʃ/   | chek ("sprawdzić")                                  | porównywalne do wymowy „cz” w polskim słowie czyn |
| D      | /d/    | dansa ("tańczyć")                                   | porównywalne do wymowy „d” w polskim słowie duch |
| Dzh    | /d͡ʒ/   | nadzhush ("zmęczony")                               | porównywalne do wymowy "cz" w polskim słowie liczba; porównywalne do wymowy "dz" w słowie dziwny w niektórych dwarach dialektu mazowieckiego języka polskiego; porównywalne do wymowy „cz” w polskim słowie „liczba”; porównywalne do wymowy „j” w angielskim słowie joy     |
| E      | /e/    | teki ("technologia")                                | porównywalne do wymowy „e” w polskim słowie dzień |
| F      | /f/    | fut ("jedzenie")                                    | porównywalne do wymowy „f” w polskim słowie futro |
| G      | /g/    | gova ("głowa")                                      | porównywalne do wymowy „g” w polskim słowie „głowa” |
| H      | /x/    | hamma ("bez możliwości ucieczki z zasięgu torpedy") | porównywalne do wymowy „ch” w polskim słowie chleb; rzadko używane jako alternatywa zapisu „x” |
| I      | /i/    | lit ("czytać")                                      | porównywalne do wymowy „i” w polskim słowie wino |
| K      | /k/    | kopeng ("przyjaciel")                               | porównywalne do wymowy „k” w polskim słowie kot |
| L      | /l/    | lek ("noga")                                        | porównywalne do wymowy „l” w polskim słowie pole |
| M      | /m/    | mang ("osoba")                                      | porównywalne do wymowy „m” w polskim słowie masa |
| N      | /n/    | nada ("zero")                                       | porównywalne do wymowy „n” w polskim słowie nos |
| Ng     | /ŋ/    | nating ("nic")                                      | porównywalne do wymowy „n” w polskim słowie bank; porównywalne do wymowy „ng” w angielskim słowie sing |
| Ny     | /ɲ/    | xunyam ("uczyć się")                                | porównywalne do wymowy „ń” w polskim słowie koń |
| O      | /o/    | ora ("godzina")                                     | porównywalne do wymowy „o” w polskim słowie przedwiośnie; porównywalne do wymowy „aw” w słowie yawn w standardzie Received Pronunciation języka angielskiego |
| Ow     | /ɒ/    | owkwa ("woda")                                      | porównywalne do wymowy „o” w słowie not w standardzie Received Pronunciation języka angielskiego, i wymowy „ough” w słowie thought, w standardzie General American języka angielskiego; podobne do wymowy „o” w polskim słowie oko                                           |
| P      | /p/    | pelésh ("miejsce")                                  | porównywalne do wymowy „p” w polskim słowie pas |
| R      | /ɾ/    | retnet ("sieć")                                     | porównywalne do wymowy „tt” w słowie better w standardzie General American języka angielskiego |
| S      | /s/    | salta ("skok")                                      | porównywalne do wymowy „s” w polskim słowie sam |
| Sh     | /ʃ/    | seteshang (stacja)                                  | porównywalne do wymowy „sz” w polskim słowie szafa |
| T      | /t/    | tenye ("posiadać")                                  | porównywalne do wymowy „t” w polskim słowie tak |
| U      | /u/    | unte ("i")                                          | porównywalne do wymowy „u” w polskim słowie lud |
| V      | /v/    | livit ("życie")                                     | porównywalne do wymowy „w” w polskim słowie wóz |
| W      | /w/    | wit ("z")                                           | porównywalne do wymowy „ł” w polskim słowie łódź |
| X      | /x/    | xiya ("tutaj")                                      | porównywalne do wymowy „ch” w polskim słowie chleb |
| Y      | /j/    | ya ("yes")                                          | porównywalne do wymowy „j” w polskim słowie jutro |
| Z      | /z/    | zakong ("prawo")                                    | porównywalne do wymowy „z” w polskim słowie zero |

Zapis Farmera zawiera taże litery z dwoma znakami diaktryczynymi. Akcent ostry jest umieszczany w literach á, é, ó i ú, do oznaczenia innego niż zwykle umieszczenia akcentu wyrazowego w słowie. Przykładowo, litera á w słowie ámolof (/'æmo.lof/; „miłość”), é w idzhifobék (/id͡ʒi.fo’bek/; „słaby”, „kruchy”) ó w belówt (/be’lɒt/; „krew”) i ú w gútegow (/'gut.te.gɒ/; „gotowy”).
| Majuskuła | Á | É | Ó | Ú |
| Minuskuły | á | é | ó | ú |

### Epenteza i elizja
Przy tworzeniu złożeń, samogłoski epentetyczne są dodawane do wyrazów. Są to zazwyczaj a, i rzadziej, e. Przykładowo:
- bek + da + bush → bekedabúsh
- na + kang + pensa → nakangepensa
- tung + ting → túngeting
- im + lowda → imalowda

Złożenia mogą także ulec elizji, gdzie, głoski są odjęte. Przykładowo:
- kowl + mang → kowmang
- zakong + mang → zákomang

### Akcent wyrazowy
W większości słów, akcent wyrazowy pada na przedostatniej sylabie. Przykładowo:
- showxa (/'ʃɒ.xæ/)
- seteshang (/se'te.ʃæŋ/)
- gufovedi (/gu.fo've.di/)

Jeśli akcent wyrazowy w słowie pada na inną niż przedostatnią sylabę, jest to oznaczone poprzez dodanie akcentu ostrego nad literą a, e, o, lub u. Przykładowo:
- ámolof (/'æ.mo.lof/)
- idzhifobék (/id͡ʒi.fo'bek/)
- belówt (/be'lɒt/)

Przy tworzeniu złożeń, akcent wyrazowy często pozostaje na początku słowa. W takim przypadku, jest to oznaczone poprzez dodanie akcentu ostrego. Przykładowo:
- zakong (/'za.koŋ/) → zákomang (/'zako.mæŋ/)
- gut (/gut/) → gútegow (/'gut.t.egɒ/)
- tung (/tuŋ/) → túngeting (/'tuŋ.e.tiŋ/)

## Gramatyka
W języku kreolskim pasiarskim nie ma rozróżnienia na liczbę pojedynczą i liczbę mnogą. Przykładowo, słowo mang może być przetłumaczone zarówno jako [jedna] osoba, jak i [wiele] osób. Wielość przedmiotów jest oznaczana poprzez dodanie kwantyfikator i numerów, bądz też czytana z konekstu. Przykładowo, wang mang oznacza jedna osoba, a tu mang, oznacza, dwie osoby. Wyjątek stanowią zaimki, które posiadają zarówno liczbę pojedynczą i mnogą.
Rzeczowniki mogą być modyfikowane przez inne rzeczowniki. W pasiarskim, główny rzeczownik jest umieszczony jako pierwszy, a rzeczownik modyfikujący, jako drugi. Przykładowo, diye beref („urodziny”), jest stworzony przez słowa diye („dzień”) i beref („narodziny”), w dosłownym tłumaczenie oznaczając „dzień narodzin”.
Przymiotniki są dodawane po rzeczownikach które modyfikują, przykładowo, słowa setara mali oznaczają mała gwiazda.

### Czasowniki
Wiele czasowników może być utworzone z przymiotników, poprzez dodanie słowa du („robić”) przed nimi. Przykładowo, poprzez dodatnie du przed słowem ámolof („miłość”), zostaje utworzone słowo du ámolof („kochać”). Jednakże istnieją także czasowniki, nie wymagające dodania du, takie jak słowo beve („pić”). Dodatkowo, w paru przypadkach dodanie du- na przód czasownika, zmienia jego znaczenie. Przykładowo, dodając to do słowa sensa („czuć”), uzyskuję się słowo du-sensa („przepraszać”).

### Zaimki
W języku pasiarskim funkcjonują dwa zestawy trzech zaimków, jeden w liczbie pojedynczej, i jeden w liczbie mnogiej. Wszystkie zaimki są neutralne płciowo.
|    | Liczba pojedyncza | Liczba mnoga             |
| -- | ----------------- | ------------------------ |
| 1. | mi (ja)           | milowda (my)             |
| 2. | to (ty)           | tolowda (wy)             |
| 3. | im (on/ona/ono)   | imalowda, imim (oni/one) |

### Zadawanie pytań
Pytania tworzy się poprzez dodanie słowa ke na końcu zdania twierdzącego. Przykładowo, zdanie „To showxa lang belta”, które oznacza, „Ty mówisz po pasiarsku”, po zmodyfikowaniu na „To showxa lang belta, ke?”, oznacza „Czy ty mówisz po pasiarsku?”.
Gdy zadając pytanie, przy którym obie strony znają odpowiedz, użyty jest zwrot keyá („czyż nie”), zamiast ke. Przykładowo zdanie „To showxa lang belta, keyá?” oznacza „Ty mówisz po pasiarsku, czyż nie?”.
Zdania zawierające zwroty badawcze, nie wymagają dodania słowa ke. Zwroty te to:
- kemang = kto
- kepelésh = gdzie
- ketim = kiedy
- keting = co
- kewe = jak
- kéweting = jakiego rodzaju
- kéradzhang = dlaczego, z jakiego powodu
- kédawang = który
- kelowda = jak dużo

Przykładem takiego zdania jest „Kepelésh shapu to?” które znaczy „Gdzie jest twój kapelusz?”.

## Przykład
Artykuł I Powszechnej deklaracji praw człowieka w języku kreolskim pasiarskim:
Kowl mang fong beref im im ferí unte eka [...]. Imalowda pensa unte sensa we gut unte we mal. Unte im mogut fo manting du wit sif asilik beratna unte sésata.
Artykuł I Powszechnej deklaracji praw człowieka w języku polskim:
Wszystkie istoty ludzkie rodzą się wolne i równe [...]. Są one obdarzone rozumem i sumieniem oraz powinny postępować w stosunku do siebie wzajemnie w duchu braterstwa.